# Toni Pagot
Toni Pagot, geboren als Antonio Pagotto, (* 16. Dezember 1921 in Mailand, Provinz Mailand, Italien; † 7. Juli 2001 in Roncello, Provinz Monza und Brianza, Italien) war ein italienischer Comic- und Trickfilmzeichner.

## Leben und Werk
In Zusammenarbeit mit seinem älteren Bruder Nino startete Pagot seine Berufslaufbahn in den Bereichen Comic, Zeichentrick und Werbung. Nach dem Zweiten Weltkrieg schufen die beiden Brüder mit I fratelli Dinamite einen der ersten italienischen Zeichentrickfilme in Spielfilmlänge, dem weitere Trickfilme, insbesondere für Hanna-Barbera, folgten. Im Jahr 1963 entstand aus der Zusammenarbeit der Pagot-Brüder das schwarze Küken Calimero. In den 1970er-Jahren wandte sich Pagot mit Arbeiten für  Corriere dei Piccoli und Il Corriere dei Ragazzi wieder verstärkt den Comics zu, war aber auch Regisseur der Trickfilmserie Grisu, der kleine Drache. Zu seinen letzten Arbeiten zählt das von Sergio Toppi gezeichnete Buch Karol Wojtyła - il papa del terzo millennio, das unter dem Titel Karol Wojtyła – der Papst des dritten Jahrtausends im Jahr 2005 beim Medienverlag St. Paulus auf Deutsch erschienen ist.